# Ойленбис
Ойленбис (нем. Eulenbis) — община в Германии, в земле Рейнланд-Пфальц. 
Входит в состав района Кайзерслаутерн. Подчиняется управлению Вайлербах.  Население составляет 496 человек (на 31 декабря 2010 года). Занимает площадь 3,97 км².